# Niegrzeczni panowie
Niegrzeczni panowie (ang. Men Behaving Badly)  – amerykański serial komediowy z lat 1996–1997. Amerykańska wersja brytyjskiego sitcomu Niegrzeczni faceci.

## Obsada
- Rob Schneider – Jamie Coleman
- Ron Eldard – Kevin Murphy
- Dina Spybey – Brenda Mikowski
- Ken Marino – Steve
- Jenica Bergere – Katie
- Justine Bateman – Sarah Mitchell